# Badwell Green
Badwell Green – wieś w Anglii, w hrabstwie Suffolk. Leży 29 km na północny zachód od miasta Ipswich i 113 km na północny wschód od Londynu.